# Sydney Track Classic 2020
Das Sydney Track Classic 2020 war eine Leichtathletik-Veranstaltung die am 22. Februar 2020 im Sydney Olympic Park Athletic Centre stattfand. Sie war die erste Veranstaltung der 2020 gegründeten World Athletics Continental Tour und zählt zu den Bronze-Meetings, der dritthöchsten Kategorie dieser Leichtathletik-Serie. Zudem ist es Teil der Australian Athletics Tour Tour.

## Resultate

### Männer

#### 200 m
| Platz | Athlet                      | Land | Zeit (s) |
| ----- | --------------------------- | ---- | -------- |
| 1     | Anas Abu-Ganaba             | AUS  | 21,13 SB |
| 2     | Alex Hartmann               | AUS  | 21,17    |
| 3     | Cameron Searle              | AUS  | 21,27 PB |
| 4     | Russel Alexander Nasir Taib | MAS  | 21,30 SB |
| 5     | Will Johns                  | AUS  | 21,33 SB |
| 6     | Zane Branco                 | AUS  | 21,33 SB |
| 7     | Jordan Sarmento             | AUS  | 21,43    |
| 8     | Cameron Debruin             | AUS  | 21,47    |
| 9     | Michael Romanin             | AUS  | 21,52 SB |
| 10    | Banuve Tabakaucoro          | FIJ  | 21,54    |
| 11    | Hugh Donovan                | AUS  | 21,56 SB |

#### 800 m
| Platz | Athlet               | Land | Zeit (min)    |
| ----- | -------------------- | ---- | ------------- |
| 1     | Peter Bol            | AUS  | 1:45,85 WL SB |
| 2     | Joseph Deng          | AUS  | 1:45,89 SB    |
| 3     | Jack Lunn            | AUS  | 1:47,42 PB    |
| 4     | Matthew Scott        | AUS  | 1:47,42 SB    |
| 5     | Dylan Stenson        | AUS  | 1:47,72 SB    |
| 6     | Jeff Riseley         | AUS  | 1:47,73 SB    |
| 7     | Allon Tatsunami Clay | JAP  | 1:48,13       |
| 8     | Mason Cohen          | AUS  | 1:48,24 SB    |
| 9     | Harry May            | AUS  | 1:48,86 PB    |

#### 400 m Hürden
| Platz | Athlet           | Land | Zeit (s)    |
| ----- | ---------------- | ---- | ----------- |
| 1     | Chris Douglas    | AUS  | 50,02 WL PB |
| 2     | Ian Dewhurst     | AUS  | 50,81 SB    |
| 3     | Angus Proudfoot  | AUS  | 51,74       |
| 4     | Fraser Symons    | AUS  | 51,98 SB    |
| 5     | Luke Major       | AUS  | 52,13 SB    |
| 6     | Michael Cochrane | NZL  | 52,84       |
| 7     | Harvey Murrant   | AUS  | 52,96       |
| 8     | Conor Fry        | AUS  | 53,06       |
| 9     | Matthew Crowe    | AUS  | 53,27 SB    |
| 10    | Matthew Fisher   | AUS  | 53,38       |
| 11    | Sam Hurwodd      | AUS  | 53,79       |
| 11    | Bryce Collins    | AUS  | 53,93       |

#### Hochsprung
| Platz | Athlet                | Land | Höhe (m)    |
| ----- | --------------------- | ---- | ----------- |
| 1     | Brandon Starc         | AUS  | 2,30 =WL SB |
| 2     | Woo Sang-hyeok        | KOR  | 2,24        |
| 3     | Nauraj Singh Randhawa | MAS  | 2,20 SB     |
| 4     | Hamish Kerr           | NZL  | 2,20        |
| 5     | Joel Baden            | AUS  | 2,16        |
| 6     | Oscar Miers           | AUS  | 2,16        |
| 7     | Lee Hup Wei           | MAS  | 2,16        |
| 8     | Sean Szalek           | AUS  | 2,16 =SB    |
| 9     | Nik Bojic             | AUS  | 2,12        |

#### Dreisprung
| Platz | Athletin        | Land | Weite (m) |
| ----- | --------------- | ---- | --------- |
| 1     | Shemaiah James  | AUS  | 16,12     |
| 2     | Ayo Ore         | AUS  | 16,12     |
| 3     | Alwyn Jones     | AUS  | 15,79     |
| 4     | Julian Konle    | AUS  | 15,67     |
| 5     | Ryōma Yamamoto  | JAP  | 15,65     |
| 6     | Emmanuel Fakiye | AUS  | 15,64 SB  |
| 7     | Daigo Hasegawa  | JPN  | 15,49 SB  |
| 8     | Benjamin Cox    | AUS  | 15,23     |
| 9     | Ben James       | AUS  | 13,55     |

#### Diskuswurf
| Platz | Athlet              | Land | Weite (m) |
| ----- | ------------------- | ---- | --------- |
| 1     | Matthew Denny       | AUS  | 64,23 SB  |
| 2     | Connor Bell         | NZL  | 61,12     |
| 3     | Jordan Young        | CAN  | 61,02     |
| 4     | Jordan Roach        | USA  | 58,50     |
| 5     | Alexander Parkinson | NZL  | 58,15     |
| 6     | Daniel Kirk F44     | AUS  | 49,96     |

### Frauen

#### 100 m
| Platz | Athlet             | Land | Zeit (s) |
| ----- | ------------------ | ---- | -------- |
| 1     | Mia Gross          | AUS  | 11,70 PB |
| 2     | Hana Basic         | AUS  | 12,00    |
| 3     | Christine Wearne   | AUS  | 12,05    |
| 4     | Toea Wisil         | PNG  | 12,08    |
| 5     | Monique Quirk      | AUS  | 12,13    |
| 6     | Ashleigh Whittaker | AUS  | 12,20    |
| 7     | Helen Pretorius    | AUS  | 12,31    |

Wind: −0,5 m/s

#### 400 m
| Platz | Athlet                  | Land | Zeit (s) |
| ----- | ----------------------- | ---- | -------- |
| 1     | Bendere Oboya           | AUS  | 52,38    |
| 2     | Rebecca Bennett         | AUS  | 52,61 PB |
| 3     | Ellie Beer              | AUS  | 52,70 SB |
| 4     | Anneliese Rubie-Renshaw | AUS  | 53,64    |
| 5     | Jess Gulli-Nance        | AUS  | 54,13 SB |
| 6     | Caitlin Sargent-Jones   | AUS  | 54,78    |
| 7     | Angeline Blackburn      | AUS  | 55,66    |

#### 1500 m
| Platz | Athlet              | Land | Zeit (min) |
| ----- | ------------------- | ---- | ---------- |
| 1     | Linden Hall         | AUS  | 4:05,16 WL |
| 2     | Jenny Blundell      | AUS  | 4:05,35    |
| 3     | Georgia Griffith    | AUS  | 4:06,35    |
| 4     | Sarah Billings      | AUS  | 4:12,78 SB |
| 5     | Lauren Reid         | AUS  | 4:12,83 PB |
| 6     | Madeleine Murray    | GBR  | 4:12,91    |
| 7     | Rose Davies         | AUS  | 4:13,49 PB |
| 8     | Georgia Hansen      | AUS  | 4:15,73    |
| 9     | Ran Urabe           | JAP  | 4:17,62    |
| 10    | Bernadette Williams | AUS  | 4:18,28 SB |
| 11    | Kate Spencer        | AUS  | 4:19,40    |
| 12    | Abbey Caldwell      | AUS  | 4:19,55 SB |
| 13    | Imogen Gardiner     | AUS  | 4:20,34 PB |
| 14    | Sarah Eckel         | AUS  | 4:23,91    |
| 15    | Nicola Hogg         | AUS  | 4:28,23    |

#### 100 m Hürden
| Platz | Athlet          | Land | Zeit (s) |
| ----- | --------------- | ---- | -------- |
| 1     | Liz Clay        | AUS  | 13,01    |
| 2     | Brianna Beahan  | AUS  | 13,20 SB |
| 3     | Abbie Taddeo    | AUS  | 13,21 PB |
| 4     | Celeste Mucci   | AUS  | 13,32    |
| 5     | Jung Hye-lim    | KOR  | 13,52    |
| 6     | Hannah Jones    | AUS  | 13,62    |
| 7     | Danielle Shaw   | AUS  | 13,93    |
| 8     | Isabella Reeves | AUS  | 13,94 SB |

Wind: +0,3 m/s

#### 3000 m Hindernis
| Platz | Athlet           | Land | Zeit (min)    |
| ----- | ---------------- | ---- | ------------- |
| 1     | Michelle Finn    | IRL  | 9:38,04 WL PB |
| 2     | Paige Campbell   | AUS  | 9:44,00 PB    |
| 3     | Stella Radford   | AUS  | 10:12,53 SB   |
| 4     | Brielle Erbacher | AUS  | 10:23,29      |

#### Hochsprung
| Platz | Athletin          | Land | Höhe (m) |
| ----- | ----------------- | ---- | -------- |
| 1     | Eleanor Patterson | AUS  | 1,94     |
| 2     | Nicola McDermott  | AUS  | 1,94     |
| 3     | Rosie Tozer       | AUS  | 1,78     |
| 4     | Keeley O’Hagan    | NZL  | 1,74     |
| 5     | Alysha Burnett    | AUS  | 1,74     |
|       | Elizabeth Moss    | AUS  | NM       |

#### Weitsprung
| Platz | Athlet            | Land | Weite (m) |
| ----- | ----------------- | ---- | --------- |
| 1     | Brooke Stratton   | AUS  | 6,51      |
| 2     | Jessie Harper     | AUS  | 6,14      |
| 3     | Annie McGuire     | AUS  | 6,07 SB   |
| 4     | Andrea Thompson   | AUS  | 6,04      |
| 5     | Tomysha Clark     | AUS  | 5,97      |
| 6     | Elizabeth Hedding | AUS  | 5,93      |
| 7     | Yurina Hiraka     | JPN  | 5,78      |
| 8     | Yu Minemura       | JPN  | 5,67 SB   |
|       | Samantha Dale     | AUS  | NM        |

#### Diskuswurf
| Platz | Athlet            | Land | Weite (m) |
| ----- | ----------------- | ---- | --------- |
| 1     | Trinity Tutti     | CAN  | 55,89     |
| 2     | Taryn Gollshewsky | AUS  | 53,78     |
| 3     | TeRina Keenan     | NZL  | 53,50     |
| 4     | Kimberley Mulhall | AUS  | 52,63 SB  |
| 5     | Nanaka Kori       | JAP  | 52,30     |
| 6     | Talosaga Kia      | AUS  | 44,46     |

#### Hammerwurf
| Platz | Athlet           | Land | Weite (m) |
| ----- | ---------------- | ---- | --------- |
| 1     | Alexandra Hulley | AUS  | 70,55 PB  |
| 2     | Gwen Berry       | USA  | 69,33     |
| 3     | Lauren Bruce     | NZL  | 68,14 PB  |
| 4     | Akane Watanabe   | JPN  | 64,29     |
| 5     | Nicole Bradley   | NZL  | 61,89     |
| 6     | Tamami Saeki     | JAP  | 58,02     |

#### Speerwurf
| Platz | Athletin           | Land | Weite (m) |
| ----- | ------------------ | ---- | --------- |
| 1     | Tori Peeters       | NZL  | 62,04 NR  |
| 2     | Ashley Pryke       | CAN  | 56,83 SB  |
| 3     | Orie Ushiro        | JPN  | 55,83     |
| 4     | Mackenzie Little   | AUS  | 55,07     |
| 5     | Katrina Blackett   | AUS  | 51,68 SB  |
| 6     | Stephanie Wrathall | NZL  | 50,73     |
| 7     | Jess Bell          | AUS  | 44,69     |
| 8     | Isa Hampton F13    | AUS  | 29,84     |